# Малозиновьевский сельсовет
Малозиновьевский сельсове́т — административно-территориальное образование, подчинённое городу областного значения Семёнов в Нижегородской области Российской Федерации. 
В рамках организации местного самоуправления территория сельсовета входит в  городской округ Семёновский. С 2004 до 2011 года сельсовет как муниципальное образование имел статус сельского поселения в составе Семёновского муниципального района.
В рамках административно-территориального устройства сельсовет до 2011 года входил в Семёновский район Нижегородской области.
Административный центр сельсовета — деревня Малое Зиновьево.

## Населённые пункты
В сельсовет входят 14 населённых пунктов:
| №  | Населённый пункт  | Тип     | Население |
| -- | ----------------- | ------- | --------- |
| 1  | Большие Пруды     | деревня | ↗22       |
| 2  | Большое Зиновьево | деревня | ↘74       |
| 3  | Васильево         | деревня | ↘81       |
| 4  | Демьяновка        | деревня | ↘114      |
| 5  | Елфимово          | деревня | ↘135      |
| 6  | Ларионово         | деревня | ↘212      |
| 7  | Малое Зиновьево   | деревня | ↘589      |
| 8  | Малые Пруды       | деревня | ↘42       |
| 9  | Родиониха         | деревня | ↘6        |
| 10 | Рождественское    | деревня | ↗73       |
| 11 | Роньжино          | деревня | ↘14       |
| 12 | Трефилиха         | деревня | ↘13       |
| 13 | Федориха          | деревня | ↘14       |
| 14 | Федосеево         | деревня | ↘171      |